# Dorymyrmex
Dorymyrmex és un gènere de formigues pertanyent a la subfamília Dolichoderinae, conegudes popularment com la "formigues oloroses" a causa de l'olor característica que fan moltes d'elles, que s'assembla a l'olor del formatge blau.

## Espècies
El gènere Dorymyrmex inclou 61 espècies:
- Dorymyrmex agallardoi Snelling, 1975
- Dorymyrmex alboniger Forel, 1914

- Dorymyrmex amazonicus Cuezzo & Guerrero, 2011

- Dorymyrmex antarcticus Forel, 1904

- Dorymyrmex antillana Snelling, 2005

- Dorymyrmex baeri André, 1903

- Dorymyrmex bicolor Wheeler, 1906

- Dorymyrmex biconis Forel, 1912

- Dorymyrmex bituber Santschi, 1916

- Dorymyrmex bossutus (Trager, 1988)

- Dorymyrmex breviscapis Forel, 1912

- Dorymyrmex bruchi Forel, 1912

- Dorymyrmex brunneus Forel, 1908

- Dorymyrmex bureni (Trager, 1988)

- Dorymyrmex carettei Forel, 1913

- Dorymyrmex caretteoides Forel, 1914

- Dorymyrmex chilensis Forel, 1911

- Dorymyrmex confusus (Kusnezov, 1952)

- Dorymyrmex coniculus Santschi, 1922

- Dorymyrmex ebeninus Forel, 1914

- Dorymyrmex elegans (Trager, 1988)

- Dorymyrmex emmaericaellus Kusnezov, 1951

- Dorymyrmex ensifer Forel, 1912

- Dorymyrmex exsanguis Forel, 1912

- Dorymyrmex flavescens Mayr, 1866

- Dorymyrmex flavopectus Smith, 1944

- Dorymyrmex flavus [no authors], 1879

- Dorymyrmex fusculus Santschi, 1922

- Dorymyrmex goeldii Forel, 1904

- Dorymyrmex goetschi Goetsch, 1933

- Dorymyrmex grandulus (Forel, 1922)

- Dorymyrmex hunti (Snelling, 1975)

- Dorymyrmex hypocritus (Snelling, 1975)

- Dorymyrmex incomptus (Snelling, 1975)

- Dorymyrmex insanus (Buckley, 1866)

- Dorymyrmex jheringi Forel, 1912

- Dorymyrmex joergenseni Bruch, 1917

- Dorymyrmex lipan Snelling, 1995

- Dorymyrmex minutus Emery, 1895

- Dorymyrmex morenoi Bruch, 1921

- Dorymyrmex paiute Snelling, 1995

- Dorymyrmex pappodes (Snelling, 1975)

- Dorymyrmex paranensis Santschi, 1922

- Dorymyrmex planidens Mayr, 1868

- Dorymyrmex pogonius (Snelling, 1975)

- Dorymyrmex pulchellus Santschi, 1922

- Dorymyrmex pyramicus (Roger, 1863)

- Dorymyrmex reginicula (Trager, 1988)

- Dorymyrmex richteri Forel, 1911

- Dorymyrmex santschii Gallardo, 1917

- Dorymyrmex silvestrii Gallardo, 1916

- Dorymyrmex smithi Cole, 1936

- Dorymyrmex spurius Santschi, 1929

- Dorymyrmex steigeri Santschi, 1912

- Dorymyrmex tener Mayr, 1868

- Dorymyrmex thoracicus Gallardo, 1916

- Dorymyrmex tuberosus Cuezzo & Guerrero, 2011

- Dorymyrmex wheeleri (Kusnezov, 1952)

- Dorymyrmex wolffhuegeli Forel, 1911

- Dorymyrmex xerophylus Cuezzo & Guerrero, 2011